# E.F. Noroeste do Brasil
Die Bahngesellschaft Estrada de Ferro Noroeste do Brasil (NOB) war eine brasilianische Eisenbahngesellschaft die mit Spurbreite von 100 cm ein Schienennetz mit einer Länge von 1622 km operierte. Konstruiert wurde dieses Netz zu Beginn des 20. Jahrhunderts und ging vom Bundesstaat São Paulo, ab Bauru bis an die Grenze nach  Bolívia in Corumbá im Bundesstaat Mato Grosso do Sul. Hier wurde eine Vereinigung mit dem Schienennetz der bolivianischen Eisenbahngesellschaft  hergestellt.

## Geschichte

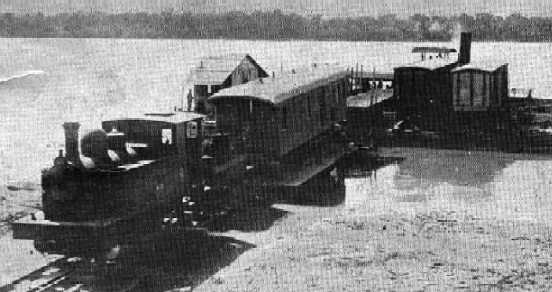
Fährüberfahrt eines Güterzuges 1926 über den Rio Paraná

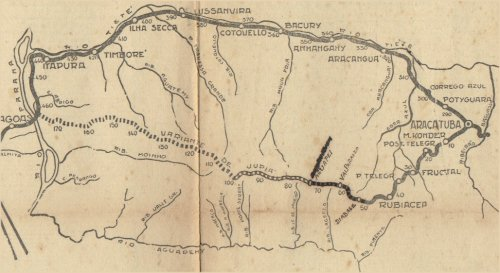
Historische Karte von 1920 zeigt das Teilstück bei Jupiá

Am Anfang stand 1904 eine private Initiative für den Bau der Strecke jedoch kam das Projekt noch vor seiner Fertigstellung unter die staatliche Kontrolle der Companhia Estrada de Ferro Noroeste do Brasil im Jahre 1917. 1957 wurde das Streckennetz in die Rede Ferroviária Federal (RFFSA) aufgenommen. Hier wurde das Schienennetz auch unter dem Namen Malha Oeste (westliches Netz) und später unter Ferrovia Novoeste S.A. geführt. Heute gehören alle Bahnstrecken mit Konzession für 30 Jahre Nutzung zum Logistikkonzern América Latina Logística S.A., nachdem die Bahnlinien Ferrovia Novoeste und Brasil Ferrovias 2006 zusammengelegt worden.